# Grafmonument Guillon-Engels
Het grafmonument van Guillon-Engels op de begraafplaats aan de Kerkstraat in de Nederlandse plaats Panningen is een rijksmonument.

## Achtergrond
Maria Elisabeth Engels (1821-1851) was de vrouw van de Roermondse notaris en politicus Charles Guillon. Guillon gaf opdracht aan beeldhouwer Henri Leeuw sr., een bekende van hem, om een grafmonument voor haar te maken. In 1873 werd Guillon zelf in het graf bijgezet.

## Beschrijving
Het neogotisch monument heeft een rechthoekige plattegrond. Op een dubbele voetplaat van hardsteen, is een kalkstenen bovenbouw geplaatst. Deze bestaat uit een hoge sokkel, met windbergen afgesloten beeldnissen en blinde nissen, en een tweedelige pinakel bekroond met een kruis. Aan drie kanten van de sokkel steken gedecoreerde consoles uit. Aan de noordwestzijde bevindt zich in het midden onder een met kleine wimbergen bekroonde baldakijn een beeld van de biddende Maria en de inscriptie: "Bid / voor de ziel van zaliger / Maria Elisabeth Engels / echtgenoote van den heer / Charles Guillon / zij werd geboren te Helden / en overleed te Roermond / op den 21 julij 1851 / in den ouderdom van 29 jaren / zij ruste in vrede". Aan de twee korte zijden zijn beelden van twee aartsengelen in de beeldnissen geplaatst. 

## Waardering
Het grafmonument werd in 2002 in het Monumentenregister opgenomen onder meer "wegens het ambachtelijk beeldhouwwerk, de rijke en zeer verfijnde ornamentiek en detaillering, en als stijlzuiver specimen van de neogotische vormentaal. Daarnaast is het als relatief vroeg werk en als een van de weinige grafmonumenten van kunstenaar J.H. Leeuw van belang voor het oeuvre van de maker. Het object bezit ensemblewaarde wegens de situering aan het einde van de bewaard gebleven zichtas vanuit het noordwesten. In een breder verband bezit het object, als een van de eerste graven op de begraafplaats, ensemblewaarden wegens de verbondenheid met de primaire aanleg en inrichting van het terrein en het uitgroeien van de plaatselijke gemeenschap tot een eigen parochie met een afzonderlijke parochiekerk en begraafplaats. Het in grote mate gaaf bewaard gebleven object heeft, als sporadisch grafmonument van kunstenaar J.H. Leeuw in combinatie met de stijlzuivere uitvoering en kwalitatief hoogwaardige opzet en detaillering, een hoge architectuurhistorische en typologische zeldzaamheidswaarde"